# 舒兴田
舒兴田（1940年—），汉族，中华人民共和国政治人物、第十一届全国政协委员。
担任中国石油化工股份有限公司石油化工科学研究院学位委员会副主任。2008年，当选第十一届全国政协委员，代表科学技术界，分入第三十一组。并担任人口资源环境委员会专委。